# Kisłowodzk
Kisłowodzk (ros. Кисловодск, Kisłowodsk) – miasto w Rosji, w Kraju Stawropolskim. Liczy około 128,7 tys. mieszkańców (2020). Ośrodek eksploatacji węgla kamiennego oraz przemysłu maszynowego, spożywczego, materiałów budowlanych. Prawa miejskie posiada od 1903 roku. Kisłowodzk jest znanym rosyjskim kurortem balneologicznym.
Na terenie miasta znajduje się Kisłowodzki Park Narodowy.

## Geografia
Miasto położone jest 234 km od miasta Stawropol, 64 km od Mineralnych Wód, na wysokości 750-1200 metrów nad poziomem morza.

### Położenie i topografia
Kisłowodzk znajduje się w południowej części Kraju Stawropolskiego, prawie na granicy z Karaczajo-Czerkiesją i Kabardo-Bałkarią, na przedgórzu Wielkiego Kaukazu, 65 km od góry Elbrus. Miasto położone jest na styku małych, malowniczych dolin rzek Olchowki i Bieriozowej, będących dopływami Podkumoka. Dominuje teren górzysty, liczne jary i wąwozy. Najniższy punkt miasta znajduje się na wysokości 750 m n.p.m., a najwyższy – 1409 m n.p.m.

### Klimat
Klimat – umiarkowany kontynentalny z dużą liczbą dni słonecznych w roku (około 150). Średnia roczna temperatura wynosi około 8 °C, a średnia opadów rocznych – 650 mm, z czego większość przypada na wiosnę i wczesne lato. Kisłowodzk charakteryzuje się łagodną pogodą bez silnych wiatrów i wilgotnością, która waha się od 56 do 70%.

## Historia

### XVIII wiek
Pod koniec XVIII wieku Dolina Kisłowodzka była niezaludniona. Istnieją dane potwierdzające, że obszar okolic źródła Narzan do nikogo nie należał i pozostawał terytorium granicznym pomiędzy ziemiami Dużej Kabardy na wschodzie, a plemionami abazyńskimi na zachodzie. W 1793 roku Dolinę Kisłowodzką odwiedził naukowiec Peter Simon Pallas. Szczegółowo badał on źródło Narzan, zmierzył głębokość, sporządził jego opisy oraz plany okolic. Pierwsze zabiegi lecznicze przeprowadzono tu w 1798 roku, kiedy to dowódca wojsk linii Kaukaskiej Iraklij Morkow brał kąpiele w ciepłych źródłach wraz z żoną i towarzyszami.

### XIX wiek
7 marca 1803 roku Aleksander I nakazał budowę umocnień. 13 czerwca 1803 rozpoczęto budowę, a po pięciu miesiącach, 10 października zakończono prace. Fortyfikacja „Kwaśne wody” (ros. Кислые воды, Kisłyje wody) weszła w skład Azowsko-Mozdockiej linii obronnej. Została ona wzniesiona na wzgórzu pomiędzy rzeczkami Olchowką i Bieriozową. Otoczona suchą fosą twierdza miała kształt gwiazdy z trzema ostrymi kątami i dwiema półokrągłymi basztami, na których rozmieszono działa. Fortyfikacja została połączona z rzeką tunelem, co mogło zapewnić dostęp do wody w razie przedłużającego się oblężenia. W twierdzy zazwyczaj stacjonowały dwie kompanie żołnierzy, ale w lecie garnizon powiększano.

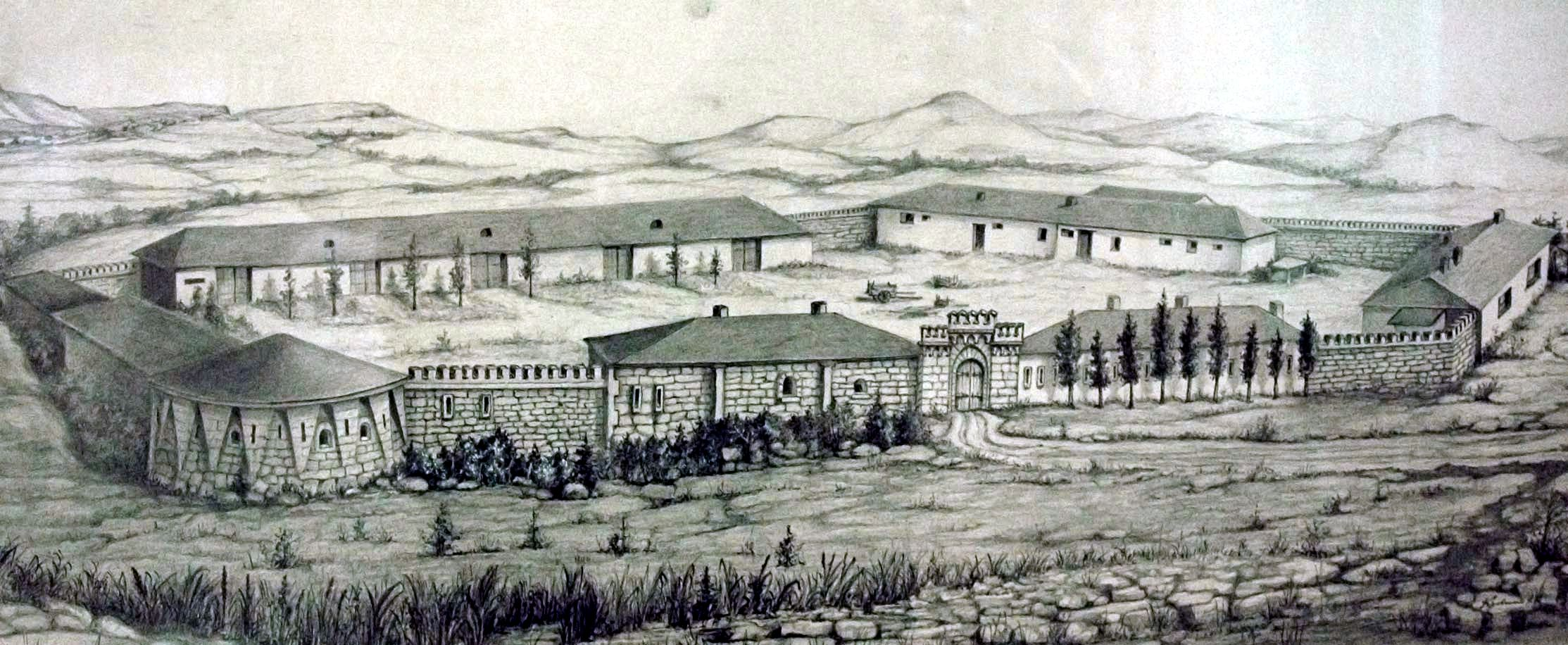
Twierdza Kisłowodzk w drugiej połowie XIX wieku

Kilka lat później (około 1812 roku) pospiesznie wzniesiona twierdza przeszła gruntowną przebudowę. Powstały kamienne domy dla starszych oficerów i gości honorowych, a także wybudowano wysokie kamienne mury z otworami strzelniczymi i wieżami narożnymi.
Pierwszymi osadnikami w okolicy byli żołnierze, którzy zakończyli swoją służbę w twierdzy.
W 1812 roku zbudowano pierwszy basen (wcześniej kąpiele urządzano w dołach wykopanych w ziemi.) W 1820 roku, w kisłowodzkiej fortecy przebywał Aleksandr Puszkin, który przybył tam wraz z rodziną gen. Nikołaja Rajewskiego. Po raz kolejny odwiedził Kisłowodzk w 1829 roku, podczas podróży na Kaukaz.
Duże znaczenie dla miejscowości miały budowa szosy w roku 1875 oraz otwarcie linii kolejowej w 1894, które połączyły Kisłowodzk z Mineralnymi Wodami. W tym samym czasie, budowano wille i rezydencje na terenie przyległym do parku i dzielnicy uzdrowiskowej. Niektóre z dawnych domków przetrwały do dziś. W 1895 roku Kisłowodzk uzyskał dostęp do elektryczności, natomiast w 1896 roku otworzono małą rozlewnie wody mineralnej.

### XX wiek
W 1903 roku Kisłowodzk otrzymał prawa miejskie.
Dekada porewolucyjna to czas szybkiego rozwoju miasta. W tym czasie zbudowano dwadzieścia nowych sanatoriów, natomiast kolejne 22 ośrodki powstały w odrestaurowanych budynkach hoteli, pensjonatów i dworków.
W czasie II wojny światowej Kisłowodzk zamienił się w „miasto szpital”. W 1941 roku w sanatoriach urządzono 36-39 szpitali. Wojska niemieckie zajęły miasto w sierpniu 1942 roku. W styczniu 1943 roku Kisłowodzk został wyzwolony przez wojska Frontu Zakaukaskiego. Miasto zostało odznaczone Orderem Wojny Ojczyźnianej I klasy.
Pierwsze lata powojenne to przede wszystkim okres odbudowy miasta, które mocno ucierpiało w trakcie wojny. Proces ten trwał do około 1950 roku. W kolejnych dziesięcioleciach kontynuowano budowę ośrodków wypoczynkowych oraz parków, a miasto rozszerzyło swoje granice.

## W literaturze
Michaił Bułhakow wymienia nazwę kurortu w pierwszym rozdziale powieści Mistrz i Małgorzata (do Kisłowodzka chce się wybrać Berlioz, co uniemożliwia mu śmierć poniesiona pod kołami tramwaju).

## Osoby związane z miastem
- Aleksandr Sołżenicyn
- Mychajło Hruszewski

## Miasta partnerskie
- Muscatine, Stany Zjednoczone
- Aix-les-Bains, Francja
- Baguio, Filipiny
- Batumi, Gruzja
- Kirjat Jam, Izrael
- Nazrań, Rosja
- Welingrad, Bułgaria